# Afterlife (canción de Avenged Sevenfold)
«Afterlife» es un sencillo de la banda norteamericana Avenged Sevenfold. La canción es la cuarta en el álbum homónimo y cuenta con diferentes instrumentos, como violines y violonchelos en el intro y después del segundo estribillo. Fue votada como la mejor canción del nuevo álbum en su página web. El sencillo y el vídeo musical se realizó en el primer mes de 2008.

## Vídeo
El vídeo fue dirigido por Wayne Isham, que ha dirigido otros muchos de bandas como Metallica, Judas Priest y Mötley Crüe.
La canción trata sobre un hombre que muere y llega al cielo "muy temprano". Le pregunta a Dios si puede volver para estar con su enamorada hasta "que la hora haya llegado".
El vídeo debutó en MTV el 28 de enero de 2008.

## Posicionamiento
| Listas (2008)                    | Posición |
| -------------------------------- | -------- |
| Billboard Mainstream Rock Tracks | 11       |
| Billboard Modern Rock Tracks     | 20       |

- Datos: Q2015482